# Peter Coke
Peter Coke (ur. 3 kwietnia 1913 w Southsea, zm. 30 lipca 2008) – brytyjski aktor, dramaturg i artysta.

## Życiorys
Ojciec Coke'a był dowódcą w Marynarce Wojennej. Coke studiował na Uniwersytecie Stowe School, później mieszkał ze swoją babcią w Menton we Francji. ako aktor występował między innymi w takich filmach jak: The Return of Carol Deane i Keep smiling.
Jako pisarz w latach 1958 i 1988 pisał jedenaście sztuk, łącznie ze swoją najbardziej znaną powieścią Breath of Spring.